# اوبارس دوم

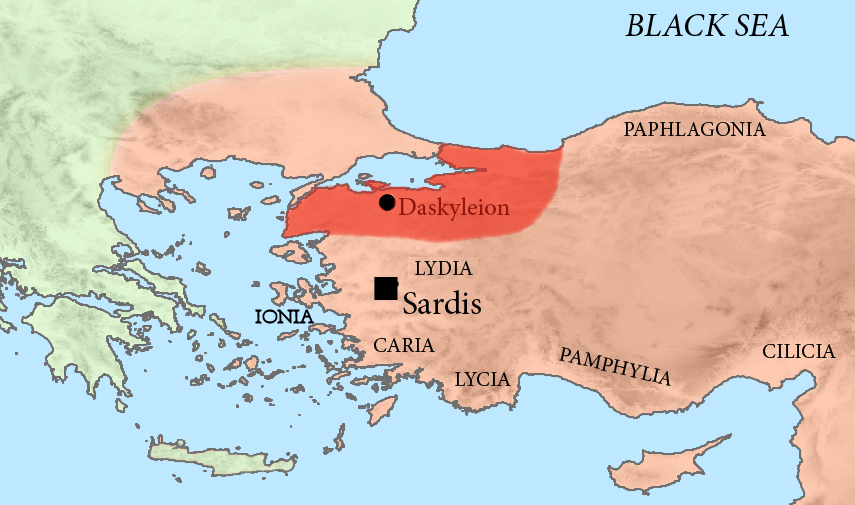
اوبارس ساتراپ هلسپونت فریگیه شد.

اوبارس دوم (به فارسی باستان: vaubara) به گفته هرودوت پسر مگابازوس بود که پسر عموی درجه اول داریوش بزرگ بود. اوبارس بعد از پدرش در سال ۴۹۳ به ساتراپی فریگیه هلسپونت رسید.
هرودوت هنگامی که داشت راجع به اقدامات تلافی‌جویانه ناوگان هخامنشیان به خاطر شورش ایونیان می‌نوشت به اوبارس اشاره کرد.
مگاباتس برادر اوبارس (با مگاباتس پدربزرگ او اشتباه نشود که فرمانده ناوگان هخامنشی بود که در سال ۵۰۰/۴۹۹ قبل از میلاد علیه ناکسوس حرکت کرد.) در اوایل ۴۷۰ قبل از میلاد ساتراپ داسکیلیون بود.
در سال ۴۷۹ قبل از میلاد آرتاباز یکم ساتراپی جدید را فریگیه هلسپونت نام گذاشت. او اولین ساتراپ رسمی دودمان فاراناکیان بود. این لقب تا زمان فتوحات اسکندر مقدونی به پسران او می‌رسید.